# Caratê nos Jogos Europeus de 2019
As competições de caratê nos Jogos Europeus de 2019 foram realizados  na Arena Čyžoŭka, em Minsk, na Bielorrússia, nos dias 29 e 30 de junho de 2019. Foram disputados 12 eventos.

## Calendário
| Junho  | 21 | 22 | 23 | 24 | 25 | 26 | 27 | 28 | 29 | 30 |
| ------ | -- | -- | -- | -- | -- | -- | -- | -- | -- | -- |
| Caratê |    |    |    |    |    |    |    |    | 6  | 6  |

|  | Dia de competição |  | Dia de final |

## Quadro de medalhas
| Ordem | País             | Medalha de ouro | Medalha de prata | Medalha de bronze | Total |
| ----- | ---------------- | --------------- | ---------------- | ----------------- | ----- |
| 1     | ESP Espanha      | 3               |                  |                   | 3     |
| 2     | ITA Itália       | 2               | 1                | 3                 | 6     |
| 3     | UKR Ucrânia      | 2               | 1                | 2                 | 5     |
| 4     | AZE Azerbaijão   | 1               | 3                | 1                 | 5     |
| 5     | CRO Croácia      | 1               | 1                |                   | 2     |
| 6     | AUT Áustria      | 1               |                  |                   | 1     |
|       | BUL Bulgária     | 1               |                  |                   | 1     |
|       | LAT Letônia      | 1               |                  |                   | 1     |
| 9     | TUR Turquia      |                 | 4                | 2                 | 6     |
| 10    | SLO Eslovênia    |                 | 1                |                   | 1     |
|       | MNE Montenegro   |                 | 1                |                   | 1     |
| 12    | GER Alemanha     |                 |                  | 2                 | 2     |
|       | BLR Bielorrússia |                 |                  | 2                 | 2     |
|       | FRA França       |                 |                  | 2                 | 2     |
|       | HUN Hungria      |                 |                  | 2                 | 2     |
| 16    | EST Estônia      |                 |                  | 1                 | 1     |
|       | FIN Finlândia    |                 |                  | 1                 | 1     |
|       | GEO Geórgia      |                 |                  | 1                 | 1     |
|       | GRE Grécia       |                 |                  | 1                 | 1     |
|       | LUX Luxemburgo   |                 |                  | 1                 | 1     |
|       | PRT Portugal     |                 |                  | 1                 | 1     |
|       | RUS Rússia       |                 |                  | 1                 | 1     |
|       | SUI Suíça        |                 |                  | 1                 | 1     |
| TOTAL | TOTAL            | 12              | 12               | 24                | 48    |

## Qualificação
A distribuição das vagas por evento se deu da seguinte maneira.
| NOC                    | Masculino | Masculino | Masculino | Masculino | Masculino | Masculino | Feminino | Feminino | Feminino | Feminino | Feminino | Feminino | Total |
| NOC                    | -60 kg    | -67 kg    | -75 kg    | -84 kg    | +84 kg    | Kata      | -50 kg   | -55 kg   | -61 kg   | -68 kg   | +68 kg   | Kata     | Total |
| ---------------------- | --------- | --------- | --------- | --------- | --------- | --------- | -------- | -------- | -------- | -------- | -------- | -------- | ----- |
| AND Andorra            |           |           |           |           |           | X         |          |          |          |          |          |          | 1     |
| AUT Áustria            |           | X         |           |           |           |           | X        |          |          |          |          |          | 2     |
| AZE Azerbaijão         | X         | X         | X         |           | X         | X         | X        |          |          | X        |          |          | 7     |
| BLR Bielorrússia       | X         | X         | X         | X         | X         | X         | X        | X        | X        | X        | X        | X        | 12    |
| BEL Bélgica            |           | X         |           |           |           |           |          |          |          |          |          |          | 1     |
| BUL Bulgária           |           |           |           |           |           |           |          | X        |          |          |          |          | 1     |
| CRO Croácia            |           |           |           | X         | X         |           |          |          |          |          |          |          | 2     |
| CZE Chéquia            |           |           |           |           |           |           |          |          |          |          |          | X        | 1     |
| DEN Dinamarca          |           |           |           |           |           |           |          |          |          | X        |          |          | 1     |
| EST Estônia            |           |           | X         |           |           |           |          |          |          |          |          |          | 1     |
| FIN Finlândia          |           |           |           |           |           |           |          |          |          |          | X        |          | 1     |
| FRA França             |           |           |           | X         |           | X         | X        |          | X        | X        | X        | X        | 7     |
| GEO Geórgia            |           |           |           |           | X         |           |          |          |          |          |          |          | 1     |
| GER Alemanha           |           |           | X         |           | X         | X         | X        | X        |          |          |          | X        | 6     |
| GBR Grã-Bretanha       |           |           | X         |           |           |           |          | X        |          |          |          |          | 2     |
| GRE Grécia             |           |           |           |           |           |           |          |          |          |          | X        |          | 1     |
| HUN Hungria            |           | X         | X         |           |           |           |          |          |          |          |          |          | 2     |
| ITA Itália             |           | X         |           | X         |           | X         |          |          |          | X        | X        | X        | 6     |
| KOS Kosovo             | X         |           |           | X         |           |           |          |          |          |          |          |          | 2     |
| LAT Letônia            | X         |           |           |           |           |           |          |          |          |          |          |          | 1     |
| LUX Luxemburgo         |           |           |           |           |           |           |          | X        |          |          |          |          | 1     |
| MNE Montenegro         |           | X         |           | X         |           |           |          |          |          |          |          |          | 2     |
| NED Países Baixos      |           |           |           |           | X         |           |          |          |          |          |          |          | 1     |
| MKD Macedônia do Norte | X         |           |           |           |           |           |          |          |          |          |          |          | 1     |
| NOR Noruega            |           |           |           |           |           |           |          |          | X        |          |          |          | 1     |
| POL Polônia            |           |           |           |           |           |           |          | X        |          |          |          |          | 1     |
| POR Portugal           |           |           |           |           |           |           |          |          |          |          |          | X        | 1     |
| ROU Romênia            | X         |           |           |           |           |           |          |          |          |          |          |          | 1     |
| RUS Rússia             | X         |           |           |           |           |           |          |          |          |          |          |          | 1     |
| SRB Sérvia             |           |           |           |           | X         |           | X        |          | X        |          |          |          | 3     |
| SVK Eslováquia         |           |           |           |           |           |           |          |          |          | X        |          |          | 1     |
| SLO Eslovênia          |           |           |           |           |           |           |          |          | X        |          |          |          | 1     |
| ESP Espanha            |           |           |           |           |           | X         |          |          | X        |          | X        | X        | 4     |
| SWE Suécia             |           |           |           |           |           |           |          |          |          |          | X        |          | 1     |
| SUI Suíça              |           |           |           |           |           |           |          |          |          | X        |          |          | 1     |
| TUR Turquia            | X         | X         | X         | X         | X         | X         | X        | X        | X        |          | X        | X        | 11    |
| UKR Ucrânia            |           |           | X         | X         |           |           | X        | X        | X        | X        |          |          | 6     |
| 37 NOCs                | 8         | 8         | 8         | 8         | 8         | 8         | 8        | 8        | 8        | 8        | 8        | 8        | 96    |

## Medalhistas
Os seguintes caratecas receberam medalhas.

### Masculino
| Evento                   | Ouro                           | Prata                              | Bronze                                                             |
| ------------------------ | ------------------------------ | ---------------------------------- | ------------------------------------------------------------------ |
| Kata individual detalhes | Damián Quintero ESP Espanha    | Ali Sofuoğlu TUR Turquia           | Roman Heydarov AZE Azerbaijão Mattia Busato ITA Itália             |
| Até 60 kg detalhes       | Kalvis Kalniņš LAT Letônia     | Firdovsi Farzaliyev AZE Azerbaijão | Angelo Crescenzo ITA Itália Evgeny Plakhutin RUS Rússia            |
| Até 67 kg detalhes       | Luca Maresca ITA Itália        | Mario Hodžić MNE Montenegro        | Artsiom Krautsou BLR Bielorrússia Yves Martial Tadissi HUN Hungria |
| Até 75 kg detalhes       | Stanislav Horuna UKR Ucrânia   | Rafael Aghayev AZE Azerbaijão      | Pavel Artamonov EST Estônia Gábor Hárspataki HUN Hungria           |
| Até 84 kg detalhes       | Ivan Kvesić CRO Croácia        | Uğur Aktaş TUR Turquia             | Michele Martina ITA Itália Valerii Chobotar UKR Ucrânia            |
| Mais de 84 kg detalhes   | Asiman Gurbanli AZE Azerbaijão | Anđelo Kvesić CRO Croácia          | Gogita Arkania GEO Geórgia Jonathan Horne GER Alemanha             |

### Feminino
| Evento                   | Ouro                       | Prata                          | Bronze                                                             |
| ------------------------ | -------------------------- | ------------------------------ | ------------------------------------------------------------------ |
| Kata individual detalhes | Sandra Sánchez ESP Espanha | Viviana Bottaro ITA Itália     | Patrícia Esparteiro POR Portugal Dilara Bozan TUR Turquia          |
| Até 50 kg detalhes       | Bettina Plank AUT Áustria  | Serap Özçelik TUR Turquia      | Mariya Koulinkovitch BLR Bielorrússia Sophia Bouderbane FRA França |
| Até 55 kg detalhes       | Ivet Goranova BUL Bulgária | Anzhelika Terliuga UKR Ucrânia | Jana Bitsch GER Alemanha Jennifer Warling LUX Luxemburgo           |
| Até 61 kg detalhes       | Anita Serogina UKR Ucrânia | Tjaša Ristić SLO Eslovênia     | Gwendoline Philippe FRA França Merve Çoban TUR Turquia             |
| Até 68 kg detalhes       | Silvia Semeraro ITA Itália | Irina Zaretska AZE Azerbaijão  | Elena Quirici SUI Suíça Halyna Melnyk UKR Ucrânia                  |
| Mais de 68 kg detalhes   | Laura Palacio ESP Espanha  | Meltem Hocaoğlu TUR Turquia    | Titta Keinänen FIN Finlândia Eleni Chatziliadou GRE Grécia         |